# 마크 코널리

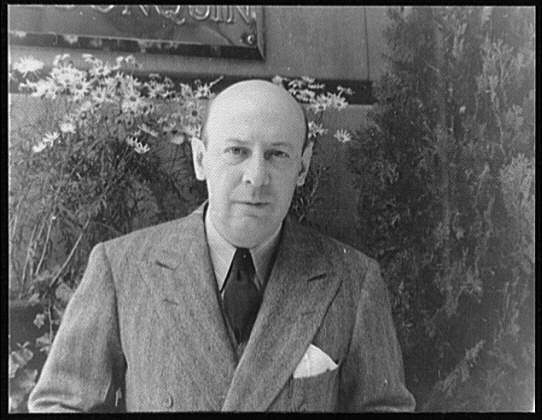

마크 코널리(Marc Connelly, 1890년 12월 13일 ~ 1980년 12월 21일)는 미국의 극작가이다.
뉴욕에서 사망하였다.

## 도서
- 헤밍웨이 죽이기
- The Green Pastures (Paperback)
- Dulcy: A Comedy in Three Acts
- Dulcy: A Comedy in Three Acts
- The Green Pastures A Fable

## 영화
- 저것이 파리의 등불이다 (1957년)
- 더 파머 테이크 어 와이프 (1953년)
- 마드모아젤 프랑스 (1942년)
- 내 사랑 마녀 (1942년)
- 굿바이 마이 라이프 (1937년)